# Tomino
Tomino es una comuna y población de Francia, en la región de Córcega, departamento de Alta Córcega.
Su población en el censo de 1999 era de 193 habitantes.

## Demografía
| 450 | 552 | 639 | 702 | 712 | 524 |
| Para los censos de 1962 a 1999 la población legal corresponde a la población sin duplicidades (Fuente: INSEE [Consultar]) |     |     |     |     |     |

- Datos: Q1240588
- Multimedia: Tomino / Q1240588

1. ↑  Worldpostalcodes.org, código postal n.º 20248.
2. ↑  INSEE, Datos de población para el año 2012 de Tomino (en francés).